# Франц Ласи
Франц Ласи (21. октобар 1725 – 24. новембар 1801) је био аустријски фелдмаршал ирског порекла.

## Биографија
Од 1743. године је у аустријској служби. Учествовао је у Седмогодишњем рату. За заслуге у бици код Ловосица, именован је генералом. Као генерал-квартирмајстор Леополда Дауна израдио је планове за препаде код Хохкирха 1758. и Максена 1759. године. Као председник Дворског ратног савета (1766–73) израдио је ратну службу коју је прописала Марија Терезија (1. септембар 1769). Једно време је командовао војском у Аустријско-турском рату (1788–91) уз цара Јозефа II. (5-18)